# FC Rieti
FC Rieti – włoski klub piłkarski mający swą siedzibę w Rieti, Lacjum. Klub powstał w 1936 roku, a reaktywowany w 1996. 

## Barwy Klubowe
Stroje drużyny z Rieti mają barwy czerwono-niebieskie.

## Rozgrywki
2005/2006 - Serie C2/C (14. miejsce)

2006/2007 – Serie C2/B